# Пиедимонте Сан Джермано
Пиедимо̀нте Сан Джерма̀но (на италиански: Piedimonte San Germano) е градче и община в Централна Италия, провинция Фрозиноне, регион Лацио. Разположено е на 115 m надморска височина. Населението на общината е 6267 души (към 2010 г.).